# Батангас (провінція)
Батангас — провінція Філіппін, розташована в регіоні Калабарсон на острові Лусон. Столиця — місто Батангас. На півночі межує з провінціями Кавіте та Лагуна, на сході — з провінцією Кесон, на півдні знаходиться острів Міндоро, на заході — Південнокитайське море.
Рельєф провінції — поєднання рівнин та гір. До складу провінції входять також декілька невеликих островів. Згідно з Книгою рекордів Гіннеса найбільший острів у озері на острові знаходиться в провінції Батангас. Це острів Тааль в озері Тааль на острові Лусон.
Місто Батангас є другим за розміром міжнародним морським портом на Філіппінах після Маніли та головним індустріальним центром регіону.
Адміністративно провінція поділяється на 31 муніципалітет та 3 міста. Населення провінції за переписом 2015 року становило 2 694 335 осіб із щільністю 860 осіб/км2. В останні роки спостерігається значне збільшення кількості населення за рахунок міграції з Вісайських островів. Батангас має один з найвищих показників письменності населення в країні, близько 96 %.
97 % населення провінції католики.
Батангас є одним із найпопулярніших туристичних напрямків в районі Метро Маніла. Тут розташоване відоме озеро Тааль, є багато чудових пляжів для відпочинку та місць для дайвінгу.